# Ramiro Castillo
Ramiro Castillo Salinas, né le 27 mars 1966 à Coripata et mort le 18 octobre 1997 à La Paz, est un footballeur bolivien des années 1980 et 1990.

## Biographie
En tant que milieu de terrain, Ramiro Castillo est international bolivien à 52 reprises (1989-1997) pour cinq buts inscrits. Il participe à différentes éditions de la Copa América (1989, 1991, 1993 et 1997) et à la Coupe du monde de football de 1994 (il ne joue qu'un seul match en tant que remplaçant à la 62e minute contre l'Espagne à la place de Vladimir Soria. La Bolivie est éliminée au premier tour). Il inscrit un but lors de la Copa América 1997, en demi-finale contre le Mexique, et est finaliste de ce tournoi.
Il joue pour des clubs boliviens (The Strongest et Bolívar) et argentins (Instituto, Argentinos Juniors CA River Plate, CA Rosario Central et Platense). Chocolatín ne remporte rien en Argentine mais il remporte trois fois le championnat bolivien en 1986, en 1993 et en 1997.
Alors qu'il est élu meilleur joueur de la Copa América 1997, il manque la finale contre le Brésil du fait de la mort soudaine de son fils. Marqué par ce décès, il se suicide le 18 octobre 1997 à La Paz.

## Clubs
- 1985-1986 :  The Strongest
- 1987-1988 :  Instituto
- 1988-1990 :  Argentinos Juniors
- 1990-1991 :  CA River Plate
- 1991-1992 :  CA Rosario Central
- 1992-1993 :  Platense
- 1993-1996 :  The Strongest
- 1997 :  Bolívar

## Palmarès
- Copa América
  - Finaliste en 1997
- Championnat de Bolivie de football
  - Champion en 1986, en 1993 et en 1997